# 소말릴란드의 국기

소말릴란드의 국기 비율 1:2

소말릴란드의 국기 (1991 ~ 1996년)

소말릴란드의 국기는 1996년 10월 14일에 제정되었다. 초록색, 하얀색, 빨간색 세 가지 색으로 구성된 가로 줄무늬로 구성되어 있는데, 초록색 줄무늬 가운데에는 이슬람교의 신앙 고백 구절인 샤하다가 새겨져 있으며, 하얀색 줄무늬 가운데에는 검은색 오각별이 그려져 있다.
초록색은 번영을, 하얀색은 평화를, 빨간색은 영웅의 피를 의미하며, 샤하다는 이슬람교를, 검은색 오각별은 소말리아인이 거주하는 5개 지역이 단결하는 꿈이 좌절되었음을 의미한다. 이슬람교에서 신성히 여기는 구절인 샤하다가 새겨져 있기 때문에 사우디아라비아의 국기와 마찬가지로 조기를 게양하지 않는다는 특징이 있다.

## 같이 보기
- 소말리아의 국기
- 사우디아라비아의 국기